# Protodorvillea atlantica
Protodorvillea atlantica är en ringmaskart. Protodorvillea atlantica ingår i släktet Protodorvillea och familjen Dorvilleidae. Inga underarter finns listade i Catalogue of Life.